# Yves-Marie Duval
Pour les articles homonymes, voir Duval.
Yves-Marie Duval, né le 5 septembre 1934 à Gravelines dans le Nord et mort le 12 mars 2007 à Meudon, est un latiniste et un universitaire français, spécialiste de patristique latine.

## Biographie
Agrégé de lettres classiques et titulaire d'un doctorat de théologie, Yves-Marie Duval était professeur, puis professeur émérite, de langue et littérature latines à l'Université de Paris X-Nanterre, après avoir enseigné aux universités de Tours et de Poitiers mais aussi au collège Stanislas de 1963 à 1966. Il intervenait également à l'Institut catholique de Paris et à la Sorbonne.
Son œuvre se compose de livres ainsi que d’un très grand nombre d’articles et de missives échangées avec les théologiens du monde entier. Une partie de son œuvre est exposée à l'Abbaye de la Source, à Paris.

## Principales publications
- Le Livre de Jonas dans la littérature chrétienne grecque et latine : Sources et influence du 'Commentaire sur Jonas' de saint Jérôme, Paris, Études augustiniennes, 1973
- Saint Jérôme. Commentaire sur Jonas (texte établi, traduit et commenté), Paris, Cerf, 1985 (ISBN 2-204-02471-6)
- Histoire et historiographie en Occident aux IVe et Ve siècles, Aldershot, Variorum, 1997 (ISBN 0-86078-628-5)
- L'extirpation de l'Arianisme en Italie du Nord et en Occident, Londres, Routledge, 1998
- L'affaire Jovinien : D'une crise de la société romaine à une crise de la pensée chrétienne à la fin du IVe et au début du Ve siècle, Rome, Institutum patristicum Augustinianum, 2003 (ISBN 88-7961-010-4)
- L'historiographie de l'Eglise des premiers siècles [sous la dir. de], Paris, Beauchesne, 2003
- La Decretale : Ad Gallos Episcopos (texte établi, traduit et commenté), Leyde, Brill, 2004
- La lettre 22 à Eustochium : De uirginitate seruanda (texte établi, traduit et commenté), Paris, Abbaye de Bellefontaine, 2011